# Regiunea Brong-Ahafo
Regiunea Brong-Ahafo este una dintre cele 12 unități administrativ-teritoriale de gradul I ale Ghanei. Reședința sa este orașul Sunyani. La rândul ei se divide în 22 districte. Pe teritoriul acesteia se află Parcul Național Digya.